# کانا ماتایوشی
کانا ماتایوشی (انگلیسی: Kana Matayoshi؛ زادهٔ ۳۰ نوامبر ۱۹۹۴) بازیکن فوتبال اهل ژاپن است.